# Stráž (Novohradské podhůří)
Stráž, zvaná též Ločenická hora (631 m n. m.) je vrchol Novohradského podhůří, okrsku Kohoutská vrchovina. Nachází se mezi obcemi Svatý Jan nad Malší a Ločenice v Jihočeském kraji (okres České Budějovice). Východně od něj se nachází polní letiště „Ločenice u Českých Budějovic“. Z vrcholu kopce je možný rozhled na všechny světové strany.